# Municipio de Pinos
El municipio de Pinos es uno de los 58 municipios del estado mexicano de Zacatecas. El municipio colinda con los estados de San Luis Potosí, Jalisco y Guanajuato. La cabecera municipal se localiza en la comunidad de Pinos.

## Geografía
El municipio de Pinos se encuentra en el extremo sureste del estado de Zacatecas y es limítrofe con los estados de Jalisco, Guanajuato y San Luis Potosí, tiene una extensión territorial de 3 152 kilómetros cuadrados que representan el 4.2% de la superficie total de Zacatecas, sus coordenadas extremas son 21°47′ - 22°45′ de latitud norte y 101°17′ - 101°50′ de longitud oeste, su altitud fluctúa entre los 1900 y los 3000 metros sobre el nivel del mar.
Limita al oeste con el municipio de Villa Hidalgo, con el municipio de Noria de Ángeles, con el municipio de Loreto y con el municipio de Villa García; al noroeste, norte y este limita con el estado de San Luis Potosí, al noroeste con el municipio de Salinas, al norte con el municipio de Moctezuma y el este con el municipio de Ahualulco, el municipio de Mexquitic de Carmona y el municipio de Villa de Arriaga ;al sur limita en un pequeño sector con el estado de Guanajuato, en particular con el municipio de Ocampo; y al suroeste limita con el estado de Jalisco, correspondiendo este límite al municipio de Ojuelos de Jalisco.

## Demografía
Los resultados del Censo de Población y Vivienda de 2020 realizado por el Instituto Nacional de Estadística y Geografía, dan como resultado que en el municipio de Pinos habitan un total de 72 241 personas las cuales son 34 756 hombres y 37 485 mujeres.

### Localidades

Principales localidades

Pinos tiene un total de 309 localidades, las principales y el número de habitantes en 2020 son las siguientes:
| Localidad                            | Población |
| Total Municipio                      | 72 241    |
| Pinos                                | 6 304     |
| Pedregoso                            | 2 642     |
| La Victoria                          | 2 461     |
| El Obraje                            | 2 108     |
| El Nigromante                        | 1 941     |
| Estancia de Guadalupe                | 1 913     |
| San José de Castellanos              | 1 798     |
| Santiago                             | 1 556     |
| Santa Elena                          | 1 952     |
| El Sitio                             | 1 372     |
| La Pendencia                         | 1 262     |
| Jaula de Abajo                       | 1 181     |
| Santa Ana                            | 1 140     |
| José María Pino Suárez (La Colorada) | 949       |
| Lobeña                               | 948       |
| Espíritu Santo                       | 921       |
| Agua Gorda de los Patos              | 919       |

## Política
El gobierno del municipio le corresponde, como en todos los municipios de México, al ayuntamiento, estando éste conformado por el presidente municipal, un síndico y el cabildo compuesto por veinte regidores, siendo doce electos por mayoría y ocho por el principio de representación proporcional; el ayuntamiento es electo mediante voto universal, directo y secreto para un periodo gubernamental de tres años no renovables para el periodo inmediato pero sí de manera no consecutiva, todos entran a ejercer su cargo el día 15 de septiembre del año de la elección.

### Subdivisión administrativa
El municipio se divide en 145 delegaciones municipales, cuyos titulares son electos mediante voto directo y universal en las localidades donde tienen sede.

### Representación legislativa
Para la elección de Diputados al Congreso de Zacatecas y al Congreso de la Unión, el municipio de Pinos se encuentra integrado en los siguientes distritos electorales:
Local:
- XIII Distrito Electoral Local de Zacatecas con cabecera en Pinos.[5]

Federal:
- Distrito electoral federal 4 de Zacatecas con cabecera en la ciudad de Guadalupe.[6]

## Educación
En la actualidad el Municipio de Pinos cuenta instituciones educativas de los niveles preescolar, básico, medio, medio-superior y superior.
En la cabecera municipal se localizan tanto la UTZAC Universidad Tecnológica de Zacatecas Unidad Académica de Pinos que imparte las carreras de Licenciatura en Innovación de los Negocios y Mercadotecnia, T.S.U. en Desarrollo de Negocios Área Mercadotecnia,  Ingeniería en Tecnologías de la Información y Comunicación y T.S.U. en Tecnologías de la Información Área de Desarrollo de Software Multiplataforma; así como la  Universidad para el Bienestar “Benito Juárez” Sede Pinos Zacatecas  que imparte la carrera de Ingeniería Ambiental para la Sustentabilidad.